# Дружба (Коростенський район)
Дру́жба — селище в Україні, в Олевській міській громаді Коростенського району Житомирської області. Населення становить 495 осіб. До 2016 року орган місцевого самоврядування — Дружбівська селищна рада.

## Історія
Селище міського типу Дружба засноване 1961 року.
11 серпня 2016 року, в ході децентралізації, Дружбівська селищна рада об'єднана з Олевською міською громадою.
17 липня 2020 року, в результаті адміністративно-територіальної реформи та ліквідації Олевського району, смт Дружба у складі Олевської громади увійшло до Коростенського району.
26 січня 2024 року, відповідно до Закону України «Про порядок вирішення окремих питань адміністративно-територіального устрою України» від 28 липня 2023 року, віднесене до категорії селищ.

## Економіка

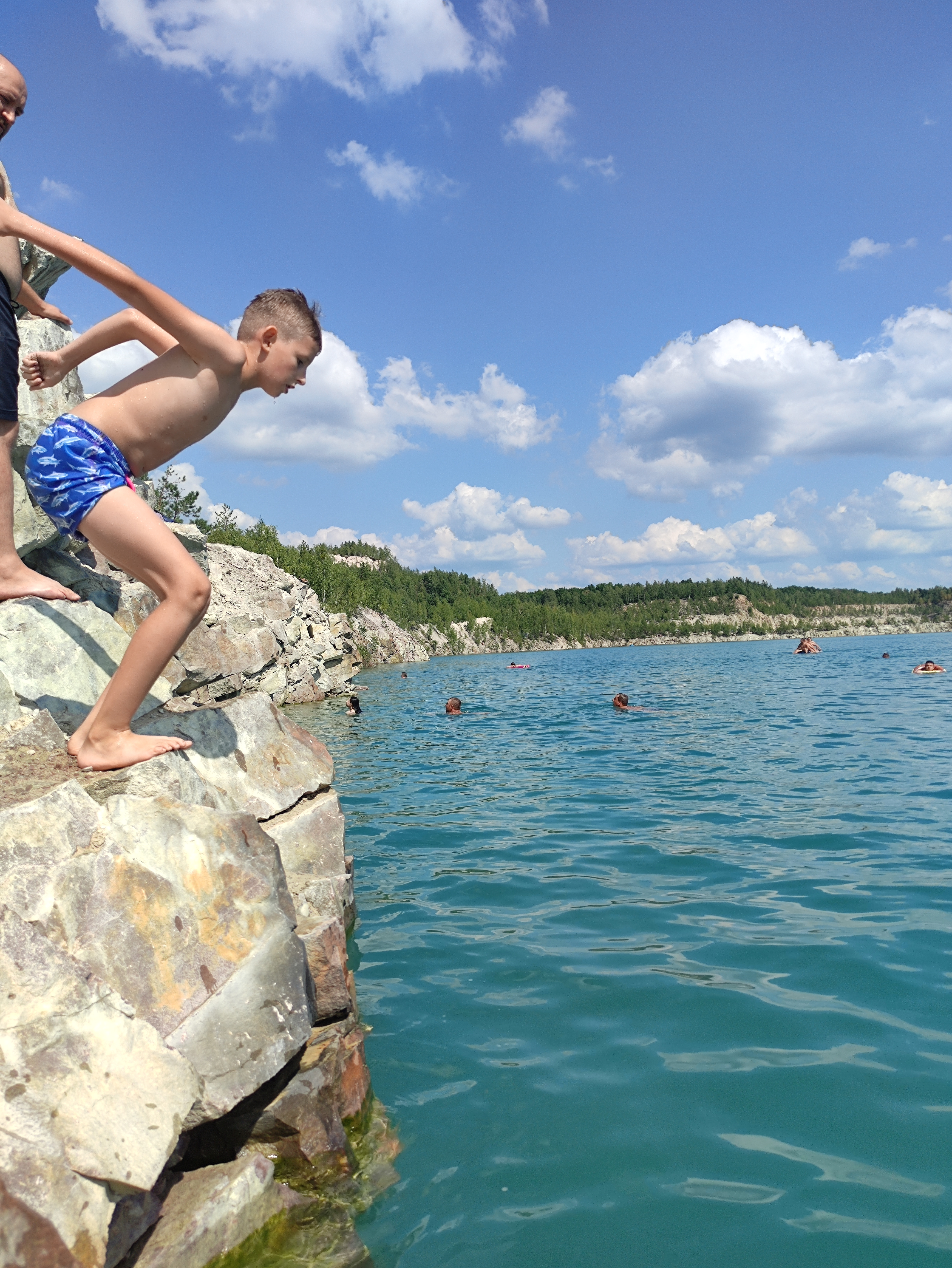
Дружбівський кар'єр

Основне підприємство смт: ДП Міністерства оборони України Дружбівський кар'єр нерудних копалин «Кварц» (станом на 2023 рік не працює, кар'єр залитий водою і є місцем для відпочинку).